# Insano (Nitro Mega)
Albums de Kid Cudi
Insano
(2024)
Insano (Nitro Mega) est le dixième album studio du rappeur américain Kid Cudi, sorti en 2024 sur les labels Wicked Awesome Records et Republic Records. Il fait suite à Insano, sorti un mois plus tôt.

## Historique
Après la sortie de Insano en janvier 2024, Kid Cudi fait allusion à de nouveaux titres qui pourraient sortir fin janvier ou en février. Finalement, le 14 février, il a annoncé l'album sur les réseaux sociaux. Le rappeur précise que le disque n'est pas une édition de luxe d'Insano mais plutôt une « continuation de l'énergie »,,,. Kid Cudi déclare également : « Cet album, c'est moi qui dis 'I LOVE YOU' à tous mes fans qui roulent pour moi. C’est vraiment un gros câlin pour vous tous. Il y a des choses que seuls vous pourriez apprécier là-dedans". »
Le titre Ill What I Bleed est diffusé en septembre 2023 comme single promotionnel pour la sortie de l'album Insano. Il sort en single le 24 octobre 2023. Le morceau n'est cependant pas présent sur Insano. Il est inclus dans cet album.
Insano (Nitro Mega) contient deux anciennes chansons de l’artiste : Dose of Dopeness (2007), présent sur la première mixtape de l'artiste, A Kid Named Cudi (en) et Rocket (2011) enregistrée à l'époque de l'album WZRD.

## Liste des titres
| 1.    | Human Made                                                          | - Scott Mescudi - Oladipo Omishore                                                                                        | Dot da Genius                                                             | 3:48 |
| 2.    | Diamonds Lights Fast Cars (featuring Wiz Khalifa)                   | Mescudi | - Kid Cudi - Jean-Baptiste - Bnyx - Earl on the Beat                      | 2:41 |
| 3.    | Win or Lose (featuring King Chip)                                   | Mescudi | Ramii                                                                     | 2:47 |
| 4.    | Chunky                                                              | - Mescudi - Rami Eadeh | Ramii                                                                     | 2:55 |
| 5.    | Babe and I                                                          | - Mescudi - Jean-Baptiste Kouame - Darnell Jamar Donohue                                                                  | - Kid Cudi - Jean-Baptiste - Darnell Donohue                              | 2:28 |
| 6.    | Willis (featuring King Chip)                                        | Mescudi | - Ramii - Tee-WaTT                                                        | 4:04 |
| 7.    | Crash Test Cudi                                                     | - Eadeh - Benjamin Saint Fort                                                                                             | Ramii                                                                     | 2:45 |
| 8.    | Everybody Like (featuring Pusha T)                                  | - Mescudi - Terrence LeVarr Thornton - Evan Peter Mast                                                                    | E. Vax                                                                    | 3:12 |
| 9.    | Electrowavebaby 2.0                                                 | - Mescudi - Jean-Baptiste Kouame - Saint Fort - Jonas Berggren - Malin Berggren - Jenny Berggren - Ulf Ekberg             | - Kid Cudi - Jean-Baptiste - Steve Aoki - Bnyx                            | 3:37 |
| 10.   | Animate (featuring King Chip)                                       | - Mescudi - Charles Jawanzaa Worth - Eadeh                                                                                | - Notinbed - Ramii                                                        | 2:54 |
| 11.   | Round N Round (featuring Lil Yachty)                                | - Mescudi - Miles Parks McCollum - Sacha Paul Katz - William Paul Winter Clarke                                           | - Kid Cudi - Jean-Baptiste - Zoo Kids - Adriano - Fwdslxsh - Honeywoodsix | 3:46 |
| 12.   | Dose of Dopeness (2007)                                             | Mescudi | Dot da Genius                                                             | 3:34 |
| 13.   | Rocket (2011)                                                       | - Mescudi - Omishore | WZRD                                                                      | 2:28 |
| 14.   | Ill What I Bleed                                                    | - Mescudi - Kouame - Ryan Buendia                                                                                         | - Kid Cudi - Jean-Baptiste - Ryan Buendia - Karl Rubin                    | 2:52 |
| 15.   | All My Life                                                         | - Mescudi - Michael Romito - Bryan Yepes - Michael Montoya - Anthony Kilhoffer                                            | - Morgoth Beatz - BRYVN - Census - Kilhoffer                              | 4:03 |
| 16.   | I Just Wanna Get (featuring Layzie Bone, Krayzie Bone & Steve Aoki) | - Mescudi - Steven Howse - Anthony Henderson - Saint Fort - Mark Schick - Pablo Bowman - Christian Beau Anastasiou Astrop | - Kid Cudi - Jean-Baptiste - Bnyx - Beau Nox - Pablo - Mark               | 3:00 |
| 17.   | Moon Man Shit                                                       | Mescudi | Honorable C.N.O.T.E.                                                      | 3:08 |
| 18.   | Superboy                                                            | - Mescudi - Kouame - McCollum - Saint Fort - Justin Louis Raisen - Jeremiah Raisen                                        | - Kid Cudi - Jean-Baptiste - Lil Yachty - Justin Raisen - Bnyx - SADPONY  | 5:07 |
| 59:09 |                                                                     | |                                                                           |      |

## Samples
Source : WhoSampled
- Human Made contient des samples de One More Hour de Tame Impala et Captain Insano Shows No Mercy de The Waterboy.
- Win or Lose contient un sample de Enjoy the Silence de Depeche Mode.
- Crash Test Cudi contient un sample de Mmm Mmm Mmm Mmm de Crash Test Dummies.
- Chunky contient un sample de Roche de Sébastien Tellier.
- ElectroWaveBaby 2.0 contient un sample de All That She Wants d'Ace of Base.